# فوسترو
فوستروف  (بالألمانية: Wustrow, Lower Saxony) هي بلدة ألمانية تقع في سكسونيا السفلى في ألمانيا. يقدر عدد سكانها بـ 3,079 نسمة .